# Hohe Linde (Halde)
Die Halde Hohe Linde ist eine weithin sichtbare Bergehalde (Spitzkegelhalde) bei Sangerhausen, die aus dem Abbau von Kupferschiefer in der Sangerhäuser Mulde stammt.

## Entstehung
1944 begann das Abteufen des Thomas-Münzer-Schachts durch die Mansfeld AG. Nachdem der geförderte Abraum erst in der Nähe des Schachts abgelagert worden war, wurde aus Platzgründen eine 900 m lange Seilbahn über das Brühltal und den Brühlberg gebaut. Die Seilbahn wurde dabei von sechs Stützen getragen, die eine Höhe von 11,6 m bis 36 m hatten. Sie bestand aus der Hängeseilbahn, einer Gondel-Übergabestation von der Seilbahn zum Höhenförderer und der Kippstation auf der Halde. Die Seilbahn förderte vom 22. Dezember 1955 bis zum 10. August 1990 taubes Gestein auf die Halde. Mitte der 1990er-Jahre wurde die Seilbahn demontiert und die „Hohe Linde“ bildet seitdem ein weit sichtbares Denkmal des ehemaligen Kupferschieferabbaus in Sangerhausen.

## Heutiges Aussehen

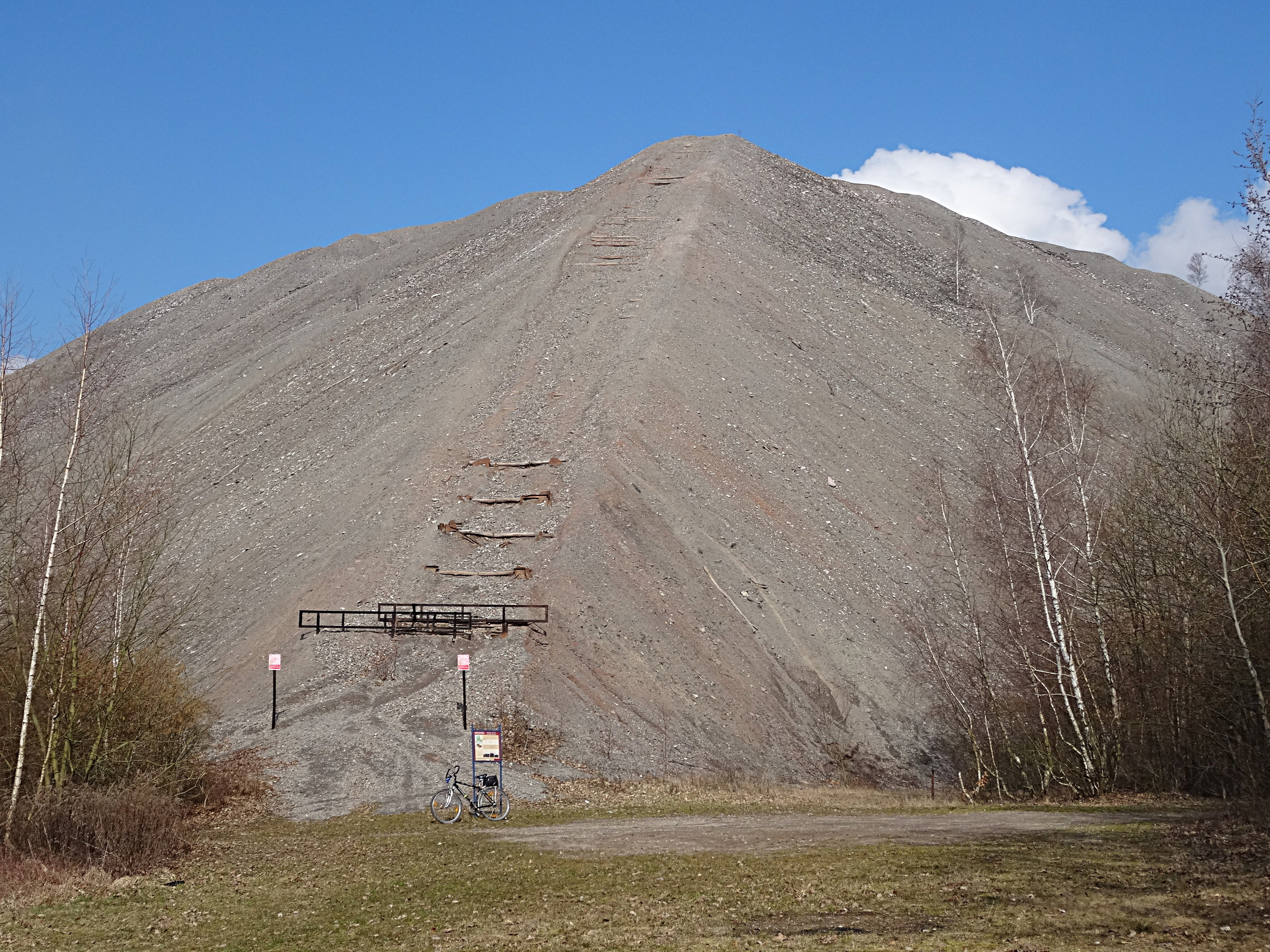
Die Spitzkegelhalde von Süden

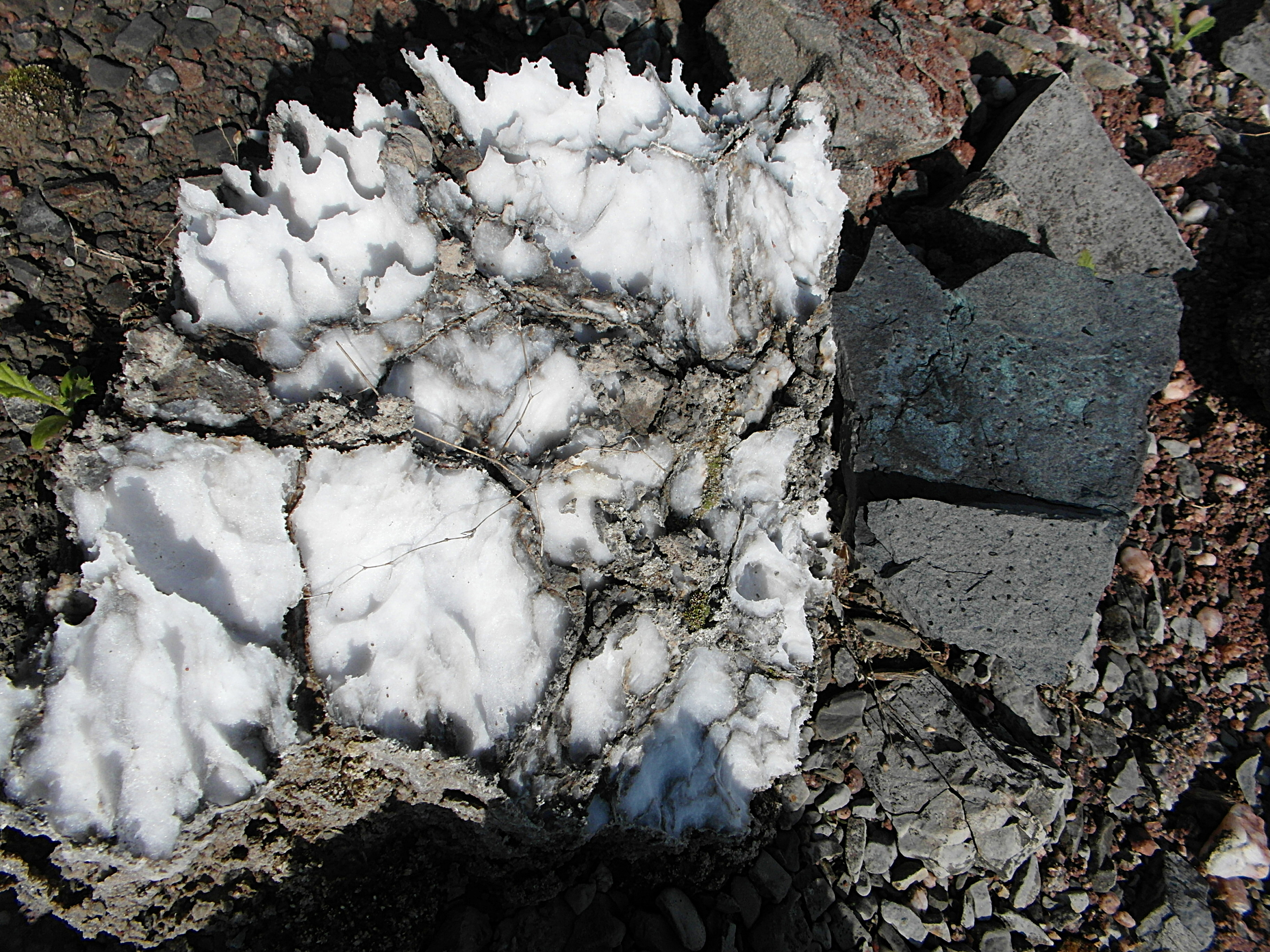
Gips- und Kupferschiefer-Abraum

Die Halde ist heute rund 150 Meter hoch, der Gipfel erreicht somit eine Höhe von ca. 400 m ü. NHN. In den rund 35 Betriebsjahren sind circa 20 Millionen Tonnen Gestein auf rund 13 ha aufgeschüttet worden, vorwiegend Zechsteinkalk, Anhydrit und Rotliegend. In geringem Teil liegt auch Kupferschieferflöz und Steinsalz vor. Die Besteigung ist aus Sicherheitsgründen verboten, allerdings finden bis zu zweimal im Jahr geführte und genehmigte Besteigungen statt.

## Fossilienfunde
Die Halde ist reich an Fossilien. Beschrieben sind Funde fossiler Fische aus der Zeit des Perm, wie vom Kupferschiefer-Hering, von Wodnika striatula, Acentrophorus glaphyrus, Platysomus striatus und Pygopterus humboldti, aber auch von Pflanzenresten, wie von Algen, Nadelbäumen, Farnsamern, Ginkgogewächsen, Schachtelhalmen und Bandblattbäumen. Der Kupferschiefer wird auch als Typus eines „Fischschiefers“ ausgewiesen.